# Heparinoide
Unter Heparinoiden werden Arzneistoffe zusammengefasst, die ähnlich wie Heparin wirken, aber einen anderen molekularen Aufbau haben. Es handelt sich um Antikoagulantien, also gerinnungshemmende Wirkstoffe, aus der Gruppe der Glycosaminoglycane. Ihr Einsatz kann ersatzweise erfolgen, wenn eine Allergie oder Unverträglichkeit für Heparin vorliegt oder bei einer Niereninsuffizienzen und bei Thrombozytopenie. Ansonsten werden sie wegen der geringeren therapeutischen Breite nicht mehr eingesetzt. Heparinoide sind im anatomisch-therapeutisch-chemischen Klassifikationssystem unter B01AB Antithrombotic agents, heparin group und C05BA Heparins or heparinoids for topical use klassifiziert.
Zu den Heparinoiden werden gezählt:
- Danaparoid (Handelsname Orgaran)
- Pentosanpolysulfat (Handelsname Fibrezym)